# Pseudanthistiria
Pseudanthistiria is een geslacht uit de grassenfamilie (Poaceae). De soorten van dit geslacht komen voor in delen van Azië.

## Soorten
Van het geslacht zijn de volgende soorten bekend: 
- Pseudanthistiria burmanica
- Pseudanthistiria emeinica
- Pseudanthistiria heteroclita
- Pseudanthistiria hispida
- Pseudanthistiria intermedia
- Pseudanthistiria umbellata